# David Ramsbotham, Baron Ramsbotham

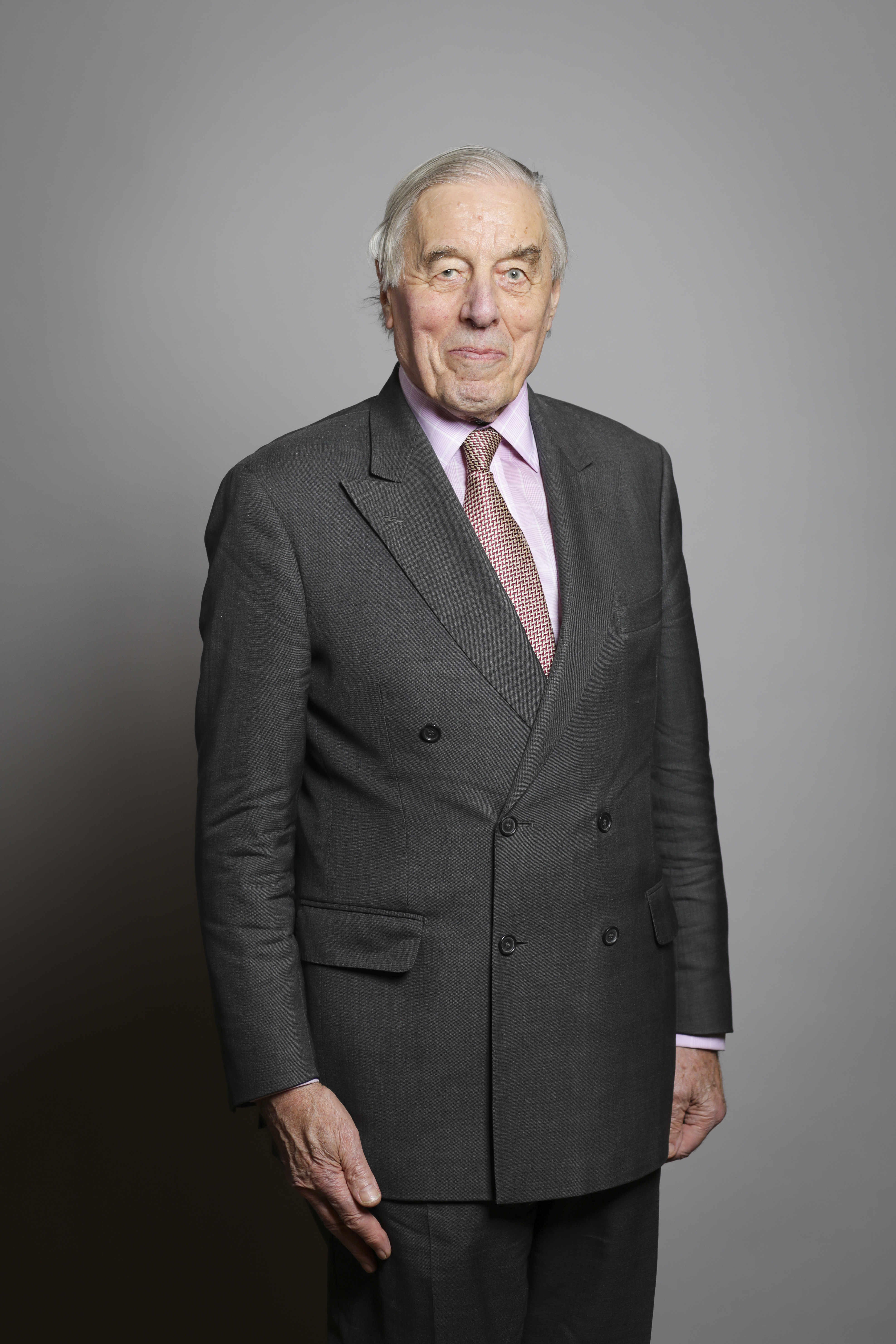
David Ramsbotham, Baron Ramsbotham, 2019

David John Ramsbotham, Baron Ramsbotham GCB CBE (* 6. November 1934; † 13. Dezember 2022) war ein britischer General der British Army. Ab 2005 gehörte er als Life Peer dem House of Lords an.

## Leben

### Offizier und Stabsoffizier
Ramsbotham war der Sohn von John Ramsbotham, einem anglikanischen Geistlichen, der Bischof von Jarrow sowie später Bischof von Wakefield war. Er begann seine militärische Laufbahn bei der Royal Artillery, wo er 1953 zum Second Lieutenant befördert wurde. Nach einem anschließenden Studium der Geschichtswissenschaften am Corpus Christi College der University of Cambridge trat er am 21. Februar 1958 als Lieutenant in die Rifle Brigade ein und wurde dort am 31. Januar 1961 zum Captain befördert. In den folgenden Jahren diente er unter anderem in Südostasien und nahm zwischen 1963 und 1966 unter anderem an dem Konfrontasi genannten bewaffneten Konflikt zwischen Indonesien und Malaysia teil und wurde wegen seiner militärischen Verdienste im Kriegsbericht erwähnt (Mentioned in Despatches).
Nachdem Ramsbotham am 31. Dezember 1967 zum Major befördert worden war, diente er zwischen Juni 1970 und Juni 1973 als Militärischer Assistent von General Michael Carver, der dem Chef des Generalstabes der British Army, und wurde in dieser Verwendung schließlich am 30. Juni 1971 zum Lieutenant-Colonel befördert. In diese Zeit fiel die Operation Banner im Zuge des Nordirlandkonflikts, wobei er selbst von 1974 bis 1976 Kommandeur des 2. Bataillon der dort eingesetzten Royal Green Jackets war. Aufgrund der dortigen militärischen Verdienste wurde er 1974 als Officer des Order of the British Empire ausgezeichnet. Am 30. Juni 1976 erfolgte seine Beförderung zum Colonel.

### Aufstieg zum General
Nach seiner Beförderung zum Brigadier am 30. Juni 1978 wurde Ramsbotham Kommandeur der 39. Infanteriebrigade, die ebenfalls in Nordirland stationiert war, und wurde 1980 zum Commander des Order of the British Empire erhoben. Nachdem er anschließend 1981 das Royal College of Defence Studies absolviert hatte, fungierte er zwischen 1982 und 1984 als Direktor der Abteilung für Öffentlichkeitsarbeit der British Army und war im Anschluss nach seiner Beförderung zum Major-General von 1984 bis März 1987 Befehlshaber (General Officer Commanding) der 3. Infanteriedivision und damit Nachfolger von Major-General Anthony Walker.
Am 15. April 1987 wurde Ramsbotham, der zugleich als Knight Commander des Order of the Bath geadelt wurde und fortan das Prädikat „Sir“ führte, zum Lieutenant-General befördert und als Nachfolger von Lieutenant-General John Akehurst Kommandeur der Feldarmee (Commander UK Field Army). Er bekleidete diesen Posten bis zu seiner Ablösung durch Lieutenant-General Michael Wilkes am 3. Dezember 1990. Sein eigener Nachfolger als Befehlshaber der 3. Infanteriedivision wurde Edward Jones. Zwischen 1987 und 1990 fungierte Ramsbotham darüber hinaus als Generalinspekteur der Territorialarmee.
Am 3. Dezember 1990 wurde er Aide-de-camp von Königin Elisabeth II. und bekleidete dieses Amt ebenfalls bis zu seinem Ausscheiden aus der Armee 1993. Kurz darauf erfolgte am 27. Dezember 1990 auch seine Beförderung zum General sowie Ernennung zum General-Adjutanten der Armee (Adjutant-General to the Forces) als Nachfolger von General Robert Pascoe. In dieser Funktion war General Ramsbotham bis zu seiner Versetzung in den Ruhestand am 13. Juli 1993 und seiner anschließenden Ablösung durch General Michael Wilkes zuständig für die Entwicklung der Personalpolitik und der Unterstützung der Armee. Für seine Verdienste wurde er 1993 schließlich zum Knight Grand Cross des Order of the Bath erhoben.

### Oberhausmitglied
Sir David Ramsbotham, der zwischen 1995 und 2001 Königlicher Chefinspektor der Gefängnisse von England und Wales (Her Majesty’s Chief Inspector of Prisons) war, gehörte zwischen 1996 und 2002 auch dem Beirat der Denkfabrik International Institute for Strategic Studies (IISS) an. Ferner wurde er 1999 Ehrendoktor für Zivilrecht (Hon. D.C.L.), Mitglied des Chartered Institute of Management sowie Fellow der Royal Society of Arts und des City and Guilds of London Institute. Des Weiteren wurde er 2001 Ehren-Mitglied (Honorary Bencher) der Anwaltskammer von Gray’s Inn sowie des Corpus Christi College der University of Cambridge.
Durch ein Letters Patent vom 17. Mai 2005 wurde Ramsbotham als Baron Ramsbotham, of Kensington in the Royal Borough of Kensington and Chelsea, zum Life Peer erhoben. Kurz darauf erfolgte am 23. Mai 2005 seine feierliche Einführung als Mitglied des House of Lords. Im Oberhaus gehörte er zur Fraktion der Crossbencher.